# (5307) Paul-André
(5307) Paul-André, est un astéroïde de la ceinture principale.

## Description
(5307) Paul-André est un astéroïde de la ceinture principale. Il fut découvert le 30 décembre 1980 à la station Anderson Mesa par Edward L. G. Bowell. Il présente une orbite caractérisée par un demi-grand axe de 2,41 UA, une excentricité de 0,12 et une inclinaison de 7,1° par rapport à l'écliptique.

## Compléments